# アジア都市対抗野球大会
アジア都市対抗野球大会（アジアとしたいこうやきゅうたいかい）は、アジア（特に東アジア）における都市の代表チームが優勝を目指して対戦する野球の国際大会である。現在は行われていない。

## 経緯
- 1927年に始まった都市対抗野球では、日本本土に限らず京城（ソウル）や大連のチームも参加していたが、これらはいずれも日本の統治下にあり、日本の都市として参加していた。よって、1945年の終戦により1946年に都市対抗野球は復活するが、日本本土以外のチームは参加できない状態となっていた（米軍占領下の沖縄においても同様で、沖縄のチームは日本野球連盟に加盟すら認められていなかった）。
- しかし時代が進み、1980年代から1990年代にかけて韓国や台湾でプロ野球が始まると、プロに選手を供出するアマチュア野球チームのレベル向上が急務となった。韓国や台湾の野球機構関係者は国際試合の代表チーム編成でなんとかレベルを維持しようとしたが、年に数回編成される代表チームだけではレベルの維持は難しいことから、日本のようにアマチュア野球チームが半永続的に存在している点に着目し、それらのチームが頂点を目指す都市対抗野球に注目した。
- 山本英一郎・元日本野球連盟会長によれば、韓国や台湾の野球関係者から、「わが国のチームも都市対抗野球に参加できないか」との打診が頻繁にあったという。そこで山本前会長は都市対抗野球とは別の大会として、アジア間での都市対抗野球を開催することとし、2004年に「テスト大会」を開催した。その後2005年にも同様に大会が開催され、「第2回」と銘打たれたことから、2004年の大会が第1回ということになる。
- なお、第3回大会は開催時期なども考慮され、2007年3月に台湾で行われた。
- 松田昌士・前日本野球連盟会長は、日本で開かれる第80回都市対抗野球大会（2009年）にアジアの都市を代表するチームを出場させる意向を示していたが、記念大会は国内から出場するチーム数の増加という形で表すことになり、国外からのチーム招聘は行われなかった。結局、2007年に開かれた第3回大会を最後に、アジア都市対抗の名を冠した大会は開かれていない。
- 過去3回はいずれも台湾で開催されたことも影響してか、中国のチームが大会直前にキャンセルを表明するなど、政情に左右された側面もあった。また、アジアにおける野球競技で日本のライバルと位置付けられることが多い韓国からは一度も参加がなかった。

## 開催地・時期
- 第1回（2004年）　台湾・台北市立天母野球場　12月14日～17日
- 第2回（2005年）　台湾・台北市立天母野球場　12月15日～18日
- 第3回（2007年）　台湾・新荘野球場　3月9日～11日

## 参加チーム
- 第1回　東京都、名古屋市、台北市（台湾）、高雄市（台湾）
  - 東京都チームは東京都の企業チーム（JR東日本、NTT東日本、東京ガス、明治安田生命、シダックス、鷺宮製作所）の選抜チーム。
  - 名古屋市チームは愛知県の企業チーム（トヨタ自動車、王子製紙、三菱重工名古屋、JR東海、東海REX、一光、東海理化、東邦ガス）の選抜チーム。
中国からは北京市と天津市が参加を予定していたが、開幕直前に出場を辞退した。韓国からも2チームが参加予定と伝えられたが早々と辞退。

- 第2回　埼玉県、長野市、台北市（台湾）、台中市（台湾）
  - 埼玉県チームは埼玉県の企業チーム（ホンダ、日本通運）の選抜チーム。
  - 長野市チームはNTT信越硬式野球クラブの単独チーム。

- 第3回　北海道、秋田県、台北市（台湾）、高雄市（台湾）
  - 北海道チームはJR北海道の選手を中心に道内選抜チームを結成。
  - 秋田県チームはTDKの単独チーム。

## 大会結果
- 第1回　第1位：東京都、第2位：名古屋市、第3位：台北市、第4位：高雄市
- 第2回　第1位：埼玉県、第2位：台中市、第3位：長野市、第4位：台北市
- 第3回　秋田県（2勝）、高雄市（1勝1敗）、北海道（1勝1敗）、台北市（2敗）

ただし、大会初日が雨天中止となり、台湾同士、日本同士の対戦が行われなかったことから順位を決定しなかった。高雄市対北海道は高雄市の勝利。